# Brasiliogomphus uniseries
Brasiliogomphus uniseries – gatunek ważki z rodziny gadziogłówkowatych (Gomphidae); jedyny przedstawiciel rodzaju Brasiliogomphus. Występuje we wschodniej części Ameryki Południowej. Holotyp (samica) został odłowiony w 1985 roku w gminie Lins w stanie São Paulo w południowo-wschodniej Brazylii. Od tamtej pory brak stwierdzeń.